# Valeri Tokarev
Valeri Ivanovich Tokarev (en ruso: Валерий Иванович Токарев ruso:  ; Kapustin Yar, URSS, 29 de octubre de 1952) es un astronauta ruso.
Formado en administración del Estado por la Academia Nacional de Economía en Moscú, él se graduó en la Escuela Militar de Pilotos de Caza de Stávropol, en el Centro de Entrenamiento de Piloto de Prueba, con honores, y en la Academia Yuri Gagarin de la Fuerza Aérea rusa.
Piloto de 1.ª clase de la fuerza aérea y de pruebas, ganó experiencia de vuelo y versatilidad en 44 tipos de aeronaves y helicópteros. Participó de pruebas en aviones de última generación basados en Portaviones y de despegue vertical en aviones navales como Sujoi Su-27, MiG-29, Sujoi Su-25, además de bombarderos de la marina rusa como el Sukhoi Su-24.
En 1987 fue seleccionado para unirse al cuerpo de cosmonautas que probaba el Buran, el prototipo de transbordador espacial. Con el final del programa del Buran en 1997, Tokarev fue designado cosmonauta de prueba en el Centro de Entrenamiento de Cosmonautas Yuri Gagarin, en la Ciudad de las Estrellas.
Su primer viaje al espacio fue en mayo de 1996, cuando participó de la misión STS-96 de la Discovery a la Estación Espacial Internacional la Expedición 1, una misión de diez días que preparó la estación con equipamientos y suministros para llegada de expediciones de larga duración.
En octubre de 2005 fue al espacio a bordo de la nave Soyuz TMA-7, donde pasó 189 días como ingeniero de vuelo de la Expedición 12 en la ISS. Durante la misión, Tokarev participó de dos paseos espaciales.
Entre otras distinciones, fue condecorado como héroe de la federación rusa.